# جائزة الأرجنتين الكبرى 1960
جائزة الأرجنتين الكبرى 1960 هو سباق فورمولا 1 أقيم بتاريخ 7 فبراير 1960 في بوينس آيرس. كان الأول من أصل 10 في بطولة العالم لسباقات الفورمولا واحد موسم 1960. حلّ النيوزلندي بروس ماكلارين أولا بينما جاء البريطاني هنري كليفورد أليسون في المركز الثاني.